# Keys Park
Keys Park is een voetbalstadion in Hednesford, Engeland, dat plaats biedt aan 6.039 supporters. 4.324 van deze plaatsen zijn zitplaatsen. Het stadion vormt de thuisbasis voor Hednesford Town, dat haar wedstrijden in het seizoen 2015-16 zal afwerken in de Conference North.